# オンブル
オンブル（フランス語: hombre、英語: ombre）は、スペインを発祥地とする歴史的なトリックテイキングゲームであり、賭博である。プレイントリックゲームに属する。
ルールは煩雑だが、17・18世紀にはヨーロッパ各地で流行し、20世紀のコントラクトブリッジと同様の地位を持っていた。
日本のうんすんカルタの遊び方と共通点が多い点でも注目される。

## 名称
オンブルという名称は、スペイン語で「男・人」を意味する「オンブレ（hombre）」に由来する。宣言者が「Yo soy el hombre」（英語では「I am the man」）と言うので、この名がついた。日本の著作物でよく使われる「オンブル」はフランス語読みである。
なお、髪などのグラデーション効果のことを「オンブレ（ombré）」と呼ぶが、これはフランス語で「影のついた」を意味する語に由来し、ここでいうオンブルとは関係がない。

## 歴史
オンブルは、切り札を競りによって決める制度のあるカードゲームとしては、知られるかぎり最古のものである。オンブル以前のゲームでは、切り札は山札から1枚のカードをめくってそのカードのスートを切り札とするなど、偶然にたよった方式を取っていた。
ヨーロッパ各地で流行したのはもっぱら3人用のオンブルで、3人のうちのひとりがオンブルになって、残りふたりの連合軍と戦う形式のものだった。一時はオンブル専用の三角形のテーブルが作られるほど流行した。
18世紀後半になると、フランスではオンブルを4人用に改造したカドリーユが発明され、本来のオンブルの人気はかげりを見せるようになった。19世紀にホイストが流行すると、オンブルとカドリーユはともに忘れ去られていった。
現在もデンマークの一部では「l'hombre」という名前で遊ばれているほか、スペイン南部およびカナリア諸島では「zanga」という名前でオンブルの後継と見られるゲームが行われている。また、スカートと同じ32枚のトランプを使い、ルールを単純化したドイツ式ゾロ（ドイツ語版記事）というゲームもある。

## ルール
ここでは、日本で一般的に使われているトランプを使用するものと仮定する。また、オンブル専門の用語はフランス語読みに統一した。
オンブルは3人で競技する。プレイやビッドは反時計回りに行われる。

### 使用するカードと強弱
オンブルでは52枚のトランプから8・9・10を抜いた40枚を使用する。ほかにチップを使用する。
プレイの前に各競技者は決まった額のチップをプールに置く。
ディーラーは各競技者に9枚の手札を配り、残った13枚は伏せておく。ディーラーはプレイごとに反時計回りに移動する。
カードの順位は赤いスートと黒いスートで異なっており、赤いスートでは数札の数字が少ないほど強い。これはタロットゲームの一部・日本のうんすんカルタ・中国の馬弔などと共通であり、古い特徴を残しているものである。
黒いスート（スペード・クラブ）
K > Q > J > 7 > 6 > 5 > 4 > 3 > 2
赤いスート（ハート・ダイヤ）
K > Q > J > A > 2 > 3 > 4 > 5 > 6 > 7
以下の3枚のカードをマタドール（matadors）と呼び、常に切り札になる。
1. A♠ がもっとも強い。これをスパディーユ（spadille[2]）と呼ぶ。
2. 切り札スートの一番弱い札（黒いスートなら2・赤いスートなら7）が次に強い。これをマニーユ（manille[3]）と呼ぶ。
3. A♣ が3番目に強い。これをバスト（baste[4]）と呼ぶ。

また、赤いスートが切り札のときは、そのスートのAが4番目に強くなる。これをポント（ponte）と呼ぶ。黒のエースと異なり、ポントはマタドールではない。
したがって、切り札スートの順位は以下のようになる。
スペードまたはクラブが切り札のとき
A♠ > 2 > A♣ > K > Q > J > 7 > 6 > 5 > 4 > 3
ハートまたはダイヤが切り札のとき
A♠ > 7 > A♣ > A > K > Q > J > 2 > 3 > 4 > 5 > 6

### ビディング
ディーラーの右隣の競技者から順に自分がオンブルになると宣言するか、パスする。他の人がすでにオンブルとなることを宣言している場合、別なプレイヤーは「手札交換なし（sans prendre）」を宣言することによって、オーバービッドすることができる。この場合、最初に宣言した競技者は、自分も「手札交換なし」を宣言することによってオーバービッドできる。全部のトリックを取ること（ブリッジのグランドスラムに相当）も宣言でき、これをヴォル（vole）という。ヴォルは通常のビッドや「手札交換なし」をオーバービッドできる。
ほかの2人がパスしたら、最後に宣言した人がオンブルとなる。オンブルは切り札スートを決定する。
「手札交換なし」を宣言した場合を除いて、オンブルは手札のうちの任意の枚数の不要なカードを伏せてあった13枚と交換することができる。次に他のふたりも同様にカードを交換することができる。
なお、全員がビッドせずにパスしたら、その回は無勝負として流れる。その回のチップは次回の勝者がまとめて得る。

### プレイ
最初のトリックはディーラー（オンブルではない）の右隣がリードする。通常のトリックテイキングゲームのルールにしたがって行われ、マストフォロールールが存在する。ただし、マタドールの3枚は例外で、より高位のマタドールでリードされて、かつほかに切り札を持っていないとき以外は、切り札をリードされても出さなくて構わない。

### 勝敗と支払い
3人のうちでオンブルがもっとも多くのトリックを取った場合、オンブルの勝ちとなり（ヴォルを宣言した場合を除く）、プールにあるチップはオンブルのものになる。
オンブルが最初の5トリックをすべて取ったら、その時点でオンブルの勝ちは明らかなので、プレイは通常そこで打ち切られる。オンブルがそれ以降のプレイを続ける場合、ヴォルを宣言したものと見なされる。ヴォルに成功したら、オンブル以外のふたりは、それぞれプールに出ている額の半額をオンブルを支払う。ヴォルに失敗したら、逆にオンブルが他のふたりに同額を支払う。
オンブルの取ったトリック数が他のふたりのいずれかと同点のときは、ルミズ（remise）といい、オンブルはプールに出ているチップと同額をプールに置かなければならない。ルミズになるのは、オンブルが4勝で他の2人が4勝と1勝の場合、または全員が3勝の場合に限られる。
オンブルの取ったトリック数が他のふたりのいずれかより少ないときはコディーユ（codille）と言って、オンブルはプールに出ているチップと同額を勝った競技者に支払う。

## 「髪盗人」とオンブル
オンブルに関する文学作品でもっとも有名なものが、ポープの詩「髪盗人」である。この作品の第3歌では、オンブルの1プレイがまるごと詩にうたわれている。マタドールを得たベリンダがオンブルになって切り札狩りを行うが、男爵が切り札を大量に持っていたため、第5トリックを取られてしまう。そこで切り札が尽き、男爵のリードに対抗できないベリンダは同点に持ちこまれるが、最終トリックで辛くも勝ちをあげる。